# Durmazlar Panorama
| Panorama                        | Prototyp                            | İzmit                               | Samsun                              | Istanbul T5                         | Olsztyn                             | Reșița                              |
| ------------------------------- | ----------------------------------- | ----------------------------------- | ----------------------------------- | ----------------------------------- | ----------------------------------- | ----------------------------------- |
| İzmit \| Istanbul T5 \| Olsztyn |                                     |                                     |                                     |                                     |                                     |                                     |
| Hersteller:                     | Durmazlar                           | Durmazlar                           | Durmazlar                           | Durmazlar                           | Durmazlar                           | Durmazlar                           |
| Nummerierung:                   |                                     | 4101–4118                           | 55-022–55-029                       | 601–630                             | 3015–3026                           | 001–013                             |
| Anzahl:                         | 1                                   | 18                                  | 8                                   | 30                                  | 12                                  | 13                                  |
| Baujahr(e):                     | 2016                                | 2016, 2019                          | 2016, 2017                          | 2020, 2021                          | 2021, 2022                          | ab 2023                             |
| Radsatzfolge:                   | Bo'2'Bo'                            |                                     |                                     |                                     |                                     |                                     |
| Spurweite:                      | 1435 mm (Normalspur)                | 1435 mm (Normalspur)                | 1435 mm (Normalspur)                | 1435 mm (Normalspur)                | 1435 mm (Normalspur)                | 1435 mm (Normalspur)                |
| Länge:                          | 33 000 mm                           | 33 000 mm                           | 32 970 mm                           |                                     | 32 500 mm                           | 18 000 mm                           |
| Höhe:                           |                                     |                                     | 3300 mm                             |                                     |                                     |                                     |
| Breite:                         | 2650 mm                             | 2650 mm                             | 2650 mm                             |                                     | 2500 mm                             |                                     |
| Fahrwerksachsstand:             | 1850 mm                             |                                     |                                     |                                     |                                     |                                     |
| Raddurchmesser:                 | 650 mm                              |                                     |                                     |                                     |                                     |                                     |
| Leermasse:                      | 41,5 t                              |                                     | 41 t                                |                                     |                                     |                                     |
| Stromübertragung:               | Oberleitung, 1 Einholmstromabnehmer | Oberleitung, 1 Einholmstromabnehmer | Oberleitung, 1 Einholmstromabnehmer | Oberleitung, 1 Einholmstromabnehmer | Oberleitung, 1 Einholmstromabnehmer | Oberleitung, 1 Einholmstromabnehmer |
| Stromübertragung:               |                                     |                                     | APS                                 |                                     |                                     |                                     |
| Dauerleistung:                  | 8 × 68 kW                           |                                     | 8 × 68 kW                           |                                     |                                     |                                     |
| Höchstgeschwindigkeit:          | 60 km/h                             | 80 km/h                             | 70 km/h                             |                                     |                                     |                                     |
| Betriebsart:                    | Zweirichtungswagen                  | Zweirichtungswagen                  | Zweirichtungswagen                  | Zweirichtungswagen                  | Zweirichtungswagen                  | Zweirichtungswagen                  |
| Sitzplätze:                     | 50                                  |                                     | 50                                  |                                     | 40                                  | 34                                  |
| Stehplätze (4/m²):              | 120                                 |                                     | 160                                 |                                     |                                     |                                     |
| Bodenhöhe:                      | 350 mm                              |                                     |                                     |                                     |                                     |                                     |
| Niederfluranteil:               | 100 %                               | 100 %                               | 100 %                               | 100 %                               | 100 %                               | 100 %                               |
| Belege:                         | [ 1 ]                               | [ 2 ] [ 3 ]                         | [ 2 ] [ 4 ]                         | [ 2 ]                               | [ 5 ] [ 6 ]                         | [ 7 ] [ 8 ]                         |

Als Panorama bezeichnet das türkische Unternehmen Durmazlar eine Plattform niederfluriger Straßenbahnfahrzeuge, von denen die meisten als Multigelenkwagen konfiguriert sind.

## Prototyp
Auf der InnoTrans 2016 stellte Durmazlar einen Prototyp aus, der als 2,65 Meter breiter, fünfteiliger Zweirichtungswagen in Multigelenkbauart konfiguriert ist. Wie beim bereits 2012 vorgestellten Fahrzeugtyp Silkworm werden Losradsätze mit Portalachsen verwendet, so dass der Durchgang vollständig niederflurig bei 350 mm über der Schienenoberkante ausgeführt werden konnte. Der Unterschied ist, dass beim Panorama nicht ein Motor zwei hintereinanderliegende Räder antreibt, sondern nur ein Rad. Diese Motoren sind längs an den Seiten der Fahrwerke hintereinander angeordnet, ähnlich wie beim Konkurrenzprodukt Urbos 100 von CAF. Die Podeste über den Fahrwerken sind ähnlich gestaltet wie beim Silkworm. Die lichte Weite der Türen beträgt 650 mm (Einzeltüren) bzw. 1300 mm (Doppeltüren). Die Einzeltüren sind jeweils beidseitig zwischen den Führerständen und den äußeren Fahrwerken angeordnet, von den Doppeltüren befinden sich beidseitig jeweils zwei in den beiden fahrwerkslosen Mittelteilen.

## İzmit
2016 lieferte Durmazlar zunächst zwölf Fahrzeuge für die Straßenbahn İzmit, welche ebenfalls fünfteilige Multigelenkwagen mit der vom Prototyp bekannten Türanordnung sind. Sie haben die gleichen Grundabmessungen wie der Prototyp, jedoch eine Höchstgeschwindigkeit von 80 km/h. 2019 folgten sechs weitere Exemplare.

## Samsun
2016 und 2017 lieferte Durmazlar acht Fahrzeuge für die Straßenbahn Samsun, welche ebenfalls fünfteilige Multigelenkwagen mit der vom Prototyp bekannten Türanordnung sind. Die Länge beträgt 32,970 Meter, die Breite 2,65 Meter und die Höchstgeschwindigkeit 70 km/h.

## Istanbul T5
2020 und 2021 lieferte Durmazlar 30 Fahrzeuge für die Linie T5 der Straßenbahn Istanbul, welche ebenfalls fünfteilige Multigelenkwagen mit der vom Prototyp bekannten Türanordnung sind. Sie sind zur Nutzung des Stromschienensystems Alimentation par le sol von Alstom ausgestattet und weisen eine deutlich abweichende Frontgestaltung auf. Auch die Sitzanordnung über den Fahrwerken ist anders gestaltet als beim Prototyp und für İzmit.

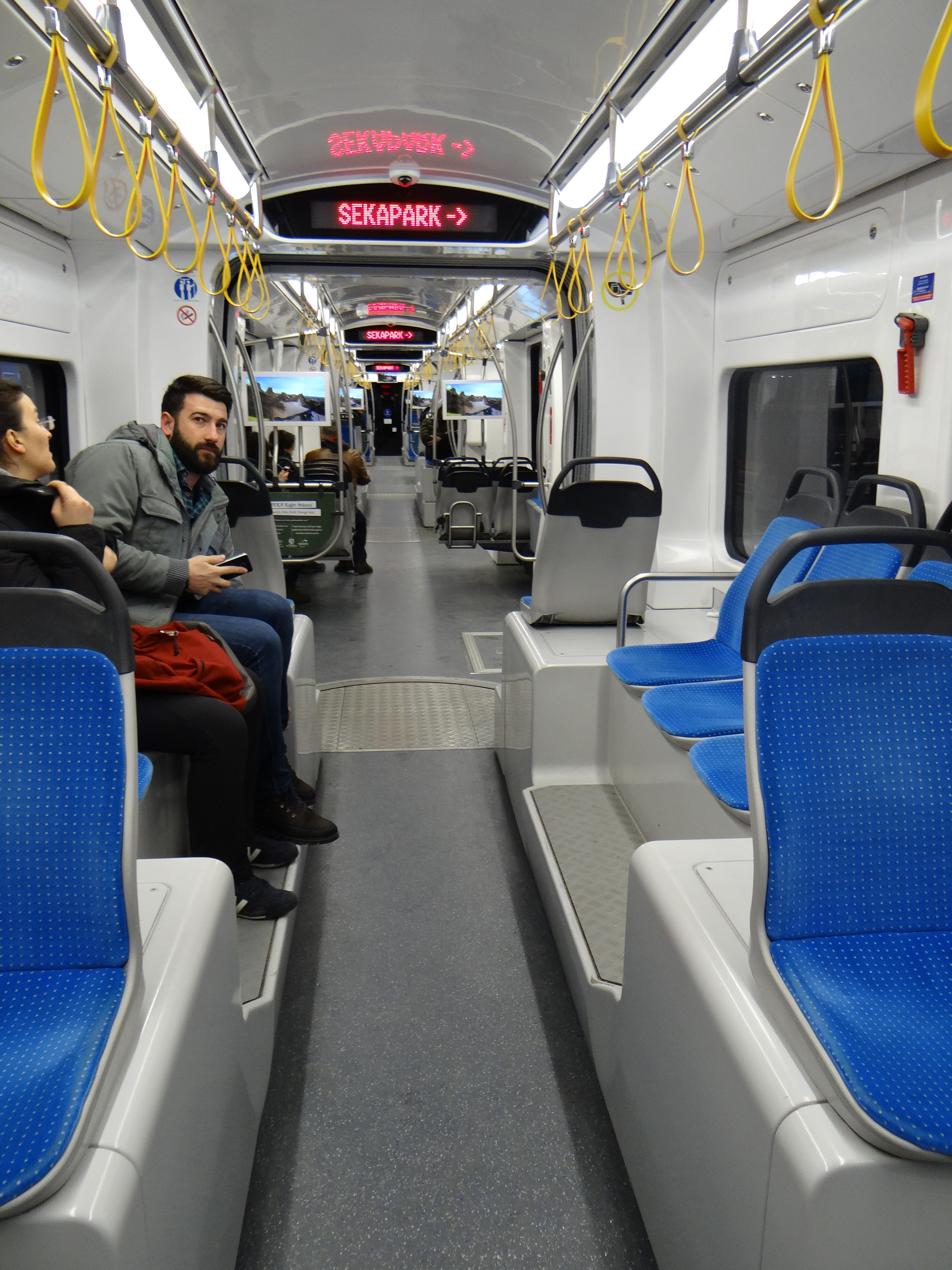
Fahrgastraum eines İzmiter Wagens
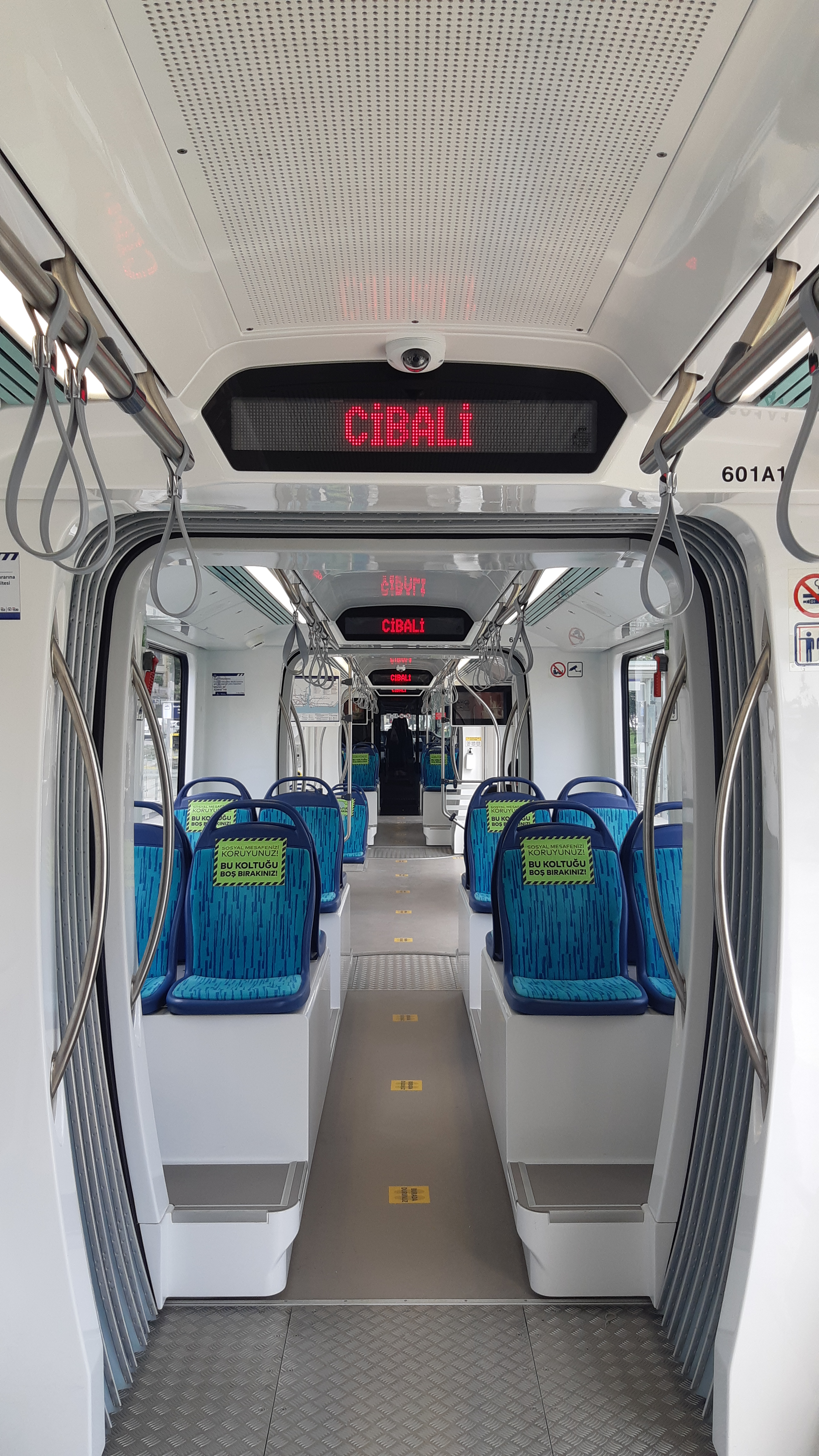
Fahrgastraum eines Wagens der Istanbuler Linie T5

## Olsztyn
Im Mai 2018 gewann Durmazlar eine Ausschreibung zur Lieferung von zunächst zwölf und optional zwölf weiteren Fahrzeugen für die Straßenbahn Olsztyn. Der Beginn der Auslieferung war zunächst für Ende 2019 vorgesehen. Nach teilweiser Optionsausübung erhöhte sich der Auftragsumfang auf 18 Fahrzeuge. Schließlich wurden die auch als DRP5H05 bezeichneten Wagen jedoch erst 2021 und 2022 geliefert. Es handelt sich dabei ebenfalls um fünfteilige Multigelenkwagen mit der vom Prototyp bekannten Türanordnung, jedoch in einer Breite von 2,5 Metern. Die Fahrzeuge haben 40 Sitzplätze.

## Reșița
Für die Wiederaufnahme des Betriebs der Straßenbahn Reșița lieferte Durmazlar ab 2023 13 Fahrzeuge, die abweichend als zweiteilige Kurzgelenkwagen ausgeführt sind. Sie haben je Einstiegsseite drei Doppeltüren. Diese befinden sich jeweils beidseitig zwischen den Führerständen und den Drehgestellen sowie links vor bzw. rechts hinter dem Gelenk. Die Beschaffung solch kleiner Fahrzeuge mit einer Kapazität von 134 Personen bei 32 Sitzplätzen wird kritisiert.